# قاذفة صواريخ كاتيوشا
قاذفة الصواريخ المتعددة كاتيوشا (بالروسية: Катюша) هي نوع من المدفعية الصاروخية التي بنيت في الأصل واستعملت من قبل الاتحاد السوفيتي في الحرب العالمية الثانية.
وبالمقارنة بالأنواع الأخرى من المدفعية، فإن القاذفات متعددة الصواريخ تتميز بالقدرة على توصيل كمية مدمرة من المتفجرات إلى المنطقة المستهدفة بطريقة أسرع لكن بدقة أقل وتستغرق وقتا أكثر في إعادة التحميل.
وتعتبر هذه القاذفة هشة بالمقارنة بأسلحة المدفعية الأخرى، لكنها غير مكلفة نسبيا وسهلة الإنتاج. الكاتيوشا المستعملة في الحرب العالمية الثانية، هي أول مدفعية ذاتية الدفع أنتجت على نطاق واسع في الاتحاد السوفيتي، وكانت عادة ما تركب على شاحنات. وقد أعطت الحركة للكاتيوشا (وللمدفعية الأخرى ذاتية الدفع) ميزة أخرى: وهي قدرتهم على توصيل الضربة دفعة واحدة، ثم الانتقال قبل أن يكشف الجانب الأخر موقعهم ويقوم بمهاجمتهم بنيران المدفعية المضادة.
تضمنت أسلحة الكاتيوشا المستعملة في الحرب العالمية الثانية قاذفة الصواريخ بي إم 13, القاذفة الخفيفة بي إم 8, والثقيلة بي إم 31. اليوم، يضاف اسم الكاتيوشا إلى القاذفات السوفيتية متعددة الصواريخ المثبتة على شاحنات - والشائعة جدا بي إم 21— ومشتقاتها في جميع أنحاء العالم.

## التاريخ
تعود جذور إنتاج هذا الصاروخ واستخدامه إلى الحرب العالمية الثانية، حين أخذ الجيش الأحمر يمطر أعداءه بسحب من هذه الصواريخ. فخلال هذه الحرب، استخدم الاتحاد السوفيتي قاذفات صواريخ من طراز (بي إم-8) و (بي إم-13) عرفت فيما بعد بالكاتيوشا. هذه الصواريخ كانت تسمى في بداية الأمر «كيت الصغيرة»، حيث كانت تركب قاذفة صواريخ متعددة الأفواه على شاحنة وتطلق زخة من الصواريخ تصل إلى 48 صاروخاً.
وتجدر الإشارة هنا إلى أنّ أصول هذه التسمية «الكاتيوشا» تعود إلى أغنية شعبية ذائعة الصيت في روسيا، تدور حول فتاة تنتظر عودة حبيبها من الحرب. وكلمة «كاتيوشا» هي صيغة التدليل لاسم «كاترينا»، أحد أكثر أسماء الإناث شيوعا وانتشارا في روسيا.

## الفاعلية القتالية
لا أهمية إستراتيجية أو عسكرية كبرى لهذه الصواريخ (رغم قدرتها التدميرية) بقدر ما هو الرغبة في أحداث هلع أو انهيار نفسي لدى الطرف الآخر. حيث شكلت هذه الصواريخ خطرا حقيقيا على الألمان أثناء الحرب العالمية الثانية نظرا لفعاليتها في ساحات القتال الضيقة والجبلية. وقد أطلق الألمان عليها اسم «سيمفونية ستالين» نظرا لتتابع انطلاقها وصوتها المتناغم.

## مميزات
- سهولة التحريك
- سرعة الاخفاء
- ذو قدرة تدميرية
- يعتمد عليه في تخويف العدو

## مواصفات فنية
الطاقم 5 – 7 افراد
عيار الصاروخ 132 ملم
وزن الصاروخ 42.5 كغ
مدى الإطلاق 8.5 كم
زمن الرشقة 7 – 10 ثوان
عدد المواسير 12 ماسورة
طول الصاروخ 1.8 متر
زمن التعمير 5 – 10 دقائق